# Gladiolus zambesiacus
Gladiolus zambesiacus är en irisväxtart som beskrevs av John Gilbert Baker. Gladiolus zambesiacus ingår i släktet sabelliljor, och familjen irisväxter. Inga underarter finns listade i Catalogue of Life.